# Северен шипоопашат гекон
Северен шипоопашат гекон (Strophurus ciliaris), наричан също ресничест диплодактил, е вид влечуго от семейство Diplodactylidae. Видът не е застрашен от изчезване.

## Разпространение
Разпространен е в Австралия (Западна Австралия, Куинсланд, Нов Южен Уелс, Северна територия и Южна Австралия).